# Optická neuritida
Optická neuritida (ON), známá též jako retrobulbární neuritida je zánět zrakového nervu, který může způsobit úplnou nebo částečnou ztrátu zraku. Nemusí však postihnout oba zrakové nervy. Hlavními symptomy jsou zmíněná náhlá ztráta zraku nebo náhlé zamlžené vidění a bolest při pohybu postiženého oka.
ON většinou postihuje mladé dospělé ve věku 18–45 let, s průměrným věkem 30–35 let. Existuje silná převaha výskytu u žen. Roční incidence je přibližně 5/100 000 obyvatel s odhadovanou prevalencí 115/100 000 obyvatel.

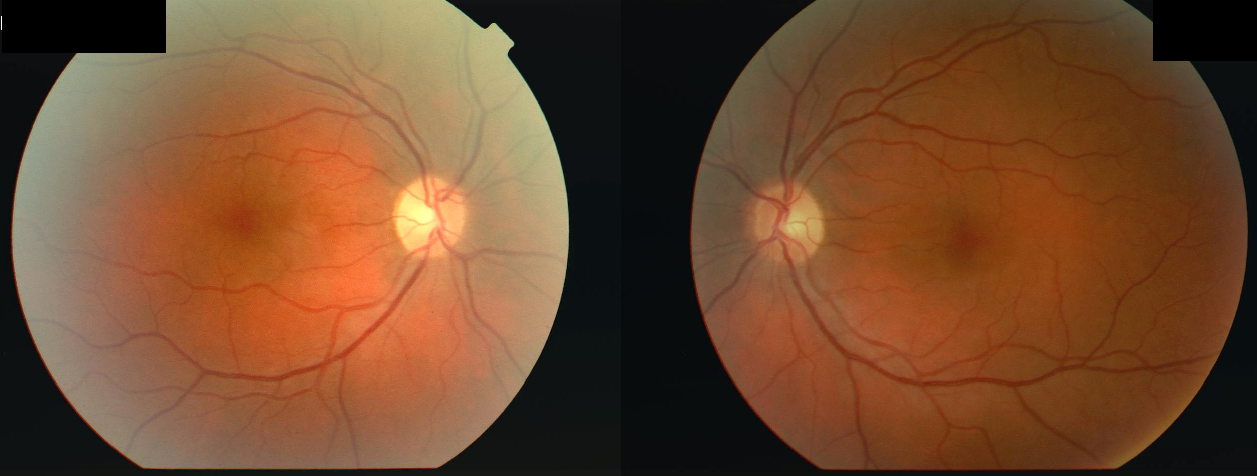
Optic Neuritis

Nejběžnější etiologií ON je roztroušená skleróza (RS). Až u 50 % pacientů s RS postihne optická neuritida a ve 20–30 % případů optické neuritidy se jedná o příznak RS. Mezi další příčiny patří virové bakteriální infekce (např. pásový opar), autoimunitní onemocnění (např. lupus), chloramfenikol a zánět cév vyživujících zrakový nerv. Optickou neuritidu může rovně způsobit lék na tuberkulózu ethambutol.